# 39 Eskadra Lotnictwa Taktycznego
39 Eskadra Lotnictwa Taktycznego (39 elt) – pododdział Wojsk Lotniczych.

## Formowanie i zmiany organizacyjne
Z dniem 1 stycznia 2000 roku, na bazie rozformowanego 40 Pułku Lotnictwa Myśliwsko-Bombowego, sformowana została 39 Eskadra Lotnictwa Taktycznego.
Eskadra stacjonowała na lotnisku w Świdwinie, organizacyjnie wchodziła w skład 1 Brygady Lotnictwa Taktycznego.
Na swoim wyposażeniu posiadała samoloty Su-22.
W 2003 roku 39 Eskadra Lotnictwa Taktycznego została rozformowana.

## Dowódcy eskadry
Wykaz dowódców eskadry podano za: Józef Zieliński [red.]: Polskie lotnictwo wojskowe 1945-2010. s. 191.
- mjr dypl. pil. Mirosław Tomaszewski (2000 - 2002)
- kpt. dypl. pil. Zdzisław Cieślik (2002)
- kpt. dypl. pil. Ireneusz Starzyński (2002 - 2003)